# The Kicks
The Kicks é uma série de televisão de comédia adolescente americana, criada por Alex Morgan e David Babcock. Babcock também serve de produtor-executivo ao lado de James Frey. O piloto estreou na Amazon Instant Video em 26 de junho de 2015.

## Sinopse
De doze anos de idade, a jogadora de futebol Devin está na iminência de ser chamada para sétima série do capitã no time de futebol da escola Connecticut, quando sua família se muda para a Califórnia no meio do ano escolar. Agora, Devin tem para enfrentar o desafio depois de descobrir que sua nova equipe da escola tem sido uma série de derrotas nos últimos meses e está a necessitar desesperadamente de um líder para se juntar à equipe em conjunto.

## Resumo
| Temporada | Temporada | Episódios | Episódios | Originalmente exibido | Originalmente exibido |
| Temporada | Temporada | Episódios | Episódios | Estreia da temporada  | Final da temporada    |
| --------- | --------- | --------- | --------- | --------------------- | --------------------- |
|           | 1         | 10        | 10        | 26 de julho de 2015   | 1 de setembro de 2016 |

## Episódios

### 1ª Temporada
| N.º na série | N.º na temp. | Título                                                                    | Dirigido por              | Escrito por                       | Lançamento            |
| --- | ------------ | ------------------------------------------------------------------------- | ------------------------- | --------------------------------- | --------------------- |
| 1 | 1            | "Pilot" "(Piloto)"                                                        | Elizabeth Allen Rosenbaum | David Babcock                     | 26 de junho de 2015   |
| Devin Burke era estrela do time de futebol em sua cidade até sua família se mudar para a Califórnia. Agora Devin precisa encontrar o desafio, após descobrir que seu novo time vem passando por uma maré de derrotas e que precisa de uma liderança para virar o jogo. |              |                                                                           |                           |                                   |                       |
| 2 | 2            | "There's No I In Team" "(Num Time, Ego Não Tem Vez)"                      | Sasie Sealy               | Andrew Orenstein                  | 25 de agosto de 2016  |
| Devin faz teste para um clube de futebol de alto nível, e fica animada com a opinião positiva da treinanda do clube. Mas seus pais não permitem que ela treine para dois times, e Devin acaba desistindo das Kicks, em prol de jogar por um time mais habilidoso. No entanto, ela não é convocada pelo clube, e precisa voltar a cair nas graças das Kicks, que ficaram magoadas com sua saída.            |              |                                                                           |                           |                                   |                       |
| 3 | 3            | "You Win Some, You Lose Some" "(Algumas Se Ganham, Outras Se Perdem)"     | Sasie Sealy               | Nastaran Dibai                    | 1 de setembro de 2016 |
| Quando as Kicks descobre que sua treinadora não poderá mais treiná-las devido a uma emergência, elas vão em busca de um novo treinador. Caso não encontre alguém, não poderão mais treinar e serão obrigadas a perder o primeiro jogo do campeonato por WO. Com a descoberta de um canditado apropriado, o atual zelador do colégio, as Kicks precisam convencê-lo a aceitar o cargo de treinador.         |              |                                                                           |                           |                                   |                       |
| 4 | 4            | "Choosing Sides" "(Escolhendo Um Lado)"                                   | Joe Nussbaum              | Marlana Hope                      | 1 de setembro de 2016 |
| O treinador Rivas deixou claro que Zoe é o ponto fraco da equipe, então Devin assume a responsabilidade de melhorar as habilidades dela como goleira. Mirabelle, por outro lado, recruta uma nova goleira que conheceu na detenção e que claramente é melhor que Zoe. Elas são obrigadas a dar uma festa do pijama, onde Devin é forçada a provar sua liderança e decidir o melhor para o time e para Zoe. |              |                                                                           |                           |                                   |                       |
| 5 | 5            | "Take The Field" "(Ganhe O Campo)"                                        | Joe Nussbaum              | David H. Steinberg                | 1 de setembro de 2016 |
| Com o campo das Kicks em má condições. O treinador Rivas teme pela segurança de suas jogadoras. Após uma tentativa fracassada de angariar fundos, Rivas desafia o time masculino para uma partida, na qual o vencedor fica com o campo impecável do colégio atualmente usado pelos meninos. Com o melhor campo em jogo, as meninas precisam treinar duro para enfrentar os meninos.                        |              |                                                                           |                           |                                   |                       |
| 6 | 6            | "Head Games" "(Jogos Mentais)"                                            | Keith Samples             | Andrew Orenstein                  | 1 de setembro de 2016 |
| Devin enfrenta uma crise pessoal, quando sua faixa de cabeça da sorte desaparece, e ela começa a jogar mal. Devin atribui toda a sua má sorte a esse fato, e seus colegas de time tenta encontrar uma maneira de acalmá-lá, antes que as Kicks percam partidas demais. |              |                                                                           |                           |                                   |                       |
| 7 | 7            | "Go Big or Go Home" "(Ou Cresce Ou Vai Pra Casa)"                         | Keith Samples             | Taylor Cox & Jacquie Walters      | 1 de setembro de 2016 |
| Os uniformes das Kicks estão caindo aos pedaços, então o treinador Rivas planeja uma viagem para um torneiro fora da cidade, para que tenham a chance de ganhar uniformes novos. A coisa complica quando Devin e Mirabelle ultrapassam o toque de recolher, e não voltam para o seu quarto de hotel à tempo.                                                                                               |              |                                                                           |                           |                                   |                       |
| 8 | 8            | "Breakaway" "(A Dividida)"                                                | Joe Nussbaum              | Nastaran Dibai                    | 1 de setembro de 2016 |
| Devin está sendo punida em casa e na escola por ter violado o toque de recolher. Os pais tiraram dela o celular, o computador e a TV, e isso deixa Bailey como responsável de receber e transmitir todas as mensagens para Devin. A punição de Mirabelle é um eminente transferência de escola. As Kicks precisam se virar para não perder sua jogadora para sempre.                                       |              |                                                                           |                           |                                   |                       |
| 9 | 9            | "The Best Defense is a Good Offense" "(A Melhor Defesa É Uma Boa Defesa)" | Luke Matheny              | Marlana Hope & David H. Steinberg | 1 de setembro de 2016 |
| Abaladas com a notícia de que perderão o treinador para a rival, Pinewood, as Kicks entram numa guerra de pegadinhas. Só que passam dos limites, forçando o treinador Rivas a intervir e liderar com a raiva delas. Ao fim do banquete anual, elas se acalmam e fazem as pazes com o treinador. Em retribuição, ele discursa e dá um presente para o time.                                                 |              |                                                                           |                           |                                   |                       |
| 10 | 10           | "No Pain, No Gain" "(Sem Dor, Sem Glória)"                                | Luke Matheny              | Taylor Cox & Jacquie Walters      | 1 de setembro de 2016 |
| Devin Burke e sua família se mudaram para a Califórnia, e agora precisam se ajustar a vida nova e ao novo time de futebol. As Kicks de Kentville não estão exatamente a altura do futebol que Devin estava acostumada, então ela precisa se firmar como líder e, ao mesmo tempo, tenta fazer novos amigos em um lugar novo.                                                                                |              |                                                                           |                           |                                   |                       |

## Produção
The Kicks foi encomendado um piloto pela Amazon em 15 de setembro de 2014. A série é baseado no best-seller série de livros de mesmo nome, escrito pela jogadora de futebol Alex Morgan. O piloto estreou na Amazon Instant Video , em 26 de junho de 2015 como parte da Amazon quinto piloto da temporada. a Amazon encomendou o piloto de série em 6 de novembro de 2015. as filmagens da série começou em 22 de fevereiro de 2016.

## Recepção
Na Amazon, 93% de todas as opiniões foram cinco-estrelas, e 97% eram de cinco estrelas e quatro estrelas. Este era alto o suficiente para justificar uma série ordem para o show.